# Jean-Louis Chaubert
Jean-Louis Chaubert, né le 13 septembre 1924 à Puidoux, est un patoisant, écrivain et poète vaudois.

## Biographie
Son diplôme de l'école supérieure de commerce obtenu, il entre à la Caisse cantonale vaudoise des retraites populaires où il termine sa carrière professionnelle en qualité de directeur-adjoint.
Membre de l'amicale des patoisants de Savigny, Forel et environs ainsi que de l'association vaudoise des amis du patois, Jean-Louis Chaubert obtient à plusieurs reprises des prix et distinctions pour ses écrits en patois. Sous le titre Les poésies en patois vaudois de Djan-Luvi paraissent, en 2001, plusieurs de ses poèmes (en patois et adaptation française en regard).

## Sources
- « Jean-Louis Chaubert », sur la base de données des personnalités vaudoises sur la plateforme « Patrinum » de la Bibliothèque cantonale et universitaire de Lausanne.
- Jean-Louis Chaubert sur le site du patois vaudois
- Les Patoisants du Jorat - Publications en patois du Jorat
- Les poésies en patois de Djan-Luvi, p. 78-79